# Lycée Germaine-Tillion
Ne doit pas être confondu avec le lycée Germaine-Tillion du Bourget
 (octobre 2013).
Le lycée Germaine-Tillion est un lycée public polyvalent (regroupant les classes générales et technologiques, une section professionnelle et un pôle enseignement supérieur), situé rue Pierre-Donzelot à Montbéliard, dans le département du Doubs. Il est issu du regroupement des lycées Jules-Viette (ouvert en 1960) et Grand-Chênois (1973).

## Historique du lycée
À l'origine le lycée Grand-Chênois était le collège technique féminin de la ville de Montbéliard qui se situait aux Huisselets. Ce collège destiné aux filles, les formait en CAP ménager, couture, lingerie et tailleur. Après différentes étapes et l'évolution de la demande des jeunes dans le temps, le collège technique des Huisselets accueillit des sections dites "commerciales" préparant aux CAP (secrétariat, comptabilité...) puis au BEC (brevet d'enseignement commercial) et au BSEC (brevet supérieur d'enseignement commercial, ancêtre du Baccalauréat G).  L'établissement ainsi devenu mixte, se transformera en lycée technique d'État. 
En 1973, pour des raisons d’extensions, le lycée a dû s'implanter sur le site du Grand-Chênois. D'année en année le lycée technique s'est ouvert un peu plus en proposant de nouvelles filières générales. Aujourd'hui le lycée propose des cursus post bac et des apprentissages.
Le lycée Jules-Viette est construit entre 1957 et 1960, et est prévu pour une capacité initiale de 1 000 élèves. Bâti en béton armé sur les plans de l'architecte Pierre Lauga, il subit plusieurs extensions : piscine dans les années 1960, ateliers en 1980, extension du service de restauration, rénovation de l'internat et logements de fonction au début des années 1980.
En 2017, les lycées Grand-Chênois et Viette de Montbéliard ont été regroupés sous un seul lycée : le lycée Germaine-Tillion. Il a été inauguré à la rentrée scolaire 2017 en présence d'un représentant  de Marie-Guite Dufay, présidente de la région Bourgogne-Franche-Comté et de Jean-François Chanet, recteur de l'académie de Besançon.
En novembre 2019, le lycée rouvre sa cantine et son internat sur son site Viette, entièrement rénovées. Le coût de ces travaux est de 16 millions d'euros, financés par l'ANRU et la région Bourgogne-Franche-Comté.

## Formations
Le lycée dispose d’un effectif total d'environ 2 250 élèves dont 1 350 élèves en pré-bac et 550 étudiants.
Les formations pré-bac proposées sont :
- Anciennes formations générales : S (Scientifiques) / ES (Économique et Social) / L (Littéraire)
- Formations générales réformées (spécialités) : histoire-géopolitique, géopolitique, sciences politiques - humanités, littérature, philosophie - langues, littératures, culture étrangères & régionales - mathématiques - numérique et sciences informatiques - physique-chimie - SVT - SI - SES
- Formations technologiques : STMG (Sciences et Technologies du Management et de la Gestion) / ST2S (Sciences et Technologies de la santé et du social) / STI2D (Sciences et Technologies de l'Industrie et du Développement Durable)

Les formations post-bac proposées sont  :
- BTS Assistance technique d'ingénieur
- BTS Électrotechnique
- BTS Maintenance des véhicules option A voitures particulières/option B véhicules de transport routier
- BTS MCO (management commercial opérationnel)
- BTS NDRC (Négociation et digitalisation de la relation client)
- BTS CGO (comptabilité et gestion des organisations)
- BTS Métiers de l'audiovisuel option gestion de production/métiers du montage et de la postproduction/métiers du son/techniques d'ingénierie et exploitation des équipements
- DCG (diplôme de comptabilité et de gestion)
- CPGE TSI (classe préparatoire aux grandes écoles technologie et sciences industrielles)

## Les voyages
Le lycée Grand Chênois propose différent voyages dans l'année scolaire, pour faire découvrir aux élèves d'autres pays et d'autres cultures. Pour exemples en 2013 ; une dizaine de voyages ont été organisés.
Les destinations sont diverses et variées comme la Californie, New York et encore Stuttgart. Des échanges avec d'autres lycées étrangers sont ainsi créés et permettent aux élèves de découvrir d'autres systèmes scolaires.

## Ouverture culturelle
Pour l'année 2013, le lycée a proposé à ses élèves différentes activités comme « Dans les pas de Victor Hugo » qui a eu lieu à Besançon. Les ouvertures culturelles consistent aussi à faire découvrir d'autres sports aux élèves comme le projet « Danse hip-hop au lycée »

## UNSS
Le lycée est aussi composé d'une UNSS qui permet aux élèves de faire différents sports comme de la zumba, du tir à l'arc, handball, et bien d'autres ou de participer au cross départemental.

## CDI

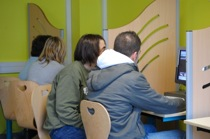
CDI Lycée le Grand Chênois

Le lycée met deux CDI à disposition des élèves (côté Grand Chênois et Viette), cela leur permet d'emprunter différents ouvrages et avoir accès à internet grâce aux ordinateurs présents à l'intérieur.

## Accompagnement personnalisé
L’accompagnement personnalisé est intégré à l’horaire des élèves. Il se déroule sur 72 heures annuelles, soit 2 heures par semaine. C’est un temps d’enseignement distinct des heures de cours traditionnelles.
- ce dispositif concerne les lycéens des voies générale et technologique
- Il les aide à s’adapter au lycée et à se préparer à l’enseignement supérieur et inclut plusieurs activités :
  - un soutien aux élèves qui rencontrent des difficultés
  - un approfondissement des connaissances par une autre approche des disciplines étudiées
  - une aide à l’orientation, qui s’appuie sur le parcours de découverte des métiers et des formations
  - un suivi personnalisé en lien avec le professeur principal de la classe

Le lycée s’est engagé dans un projet commun aux différents groupes de seconde :
- la progression annuelle et commune à tous les groupes
- les enseignants et les assistants pédagogiques travaillent avec 2 classes en adaptant le travail aux élèves et à leurs difficultés
- les apports méthodologiques sont traités transversalement
- l’orientation des élèves sera envisagée de manière plus interactive

Dans tous les cas, l’accompagnement permet un travail sur les méthodes disciplinaires et interdisciplinaires.

## Classement du lycée
En 2018, le lycée se classe 7e sur 13 au niveau départemental en termes de qualité d'enseignement, et 1052 au niveau national. Le classement s'établit sur trois critères : le taux de réussite au bac, la proportion d'élèves de première qui obtient le baccalauréat en ayant fait les deux dernières années de leur scolarité dans l'établissement, le taux de mentions, et la valeur ajoutée (calculée à partir de l'origine sociale des élèves, de leur âge et de leurs résultats au diplôme national du brevet).

## Sources
- Notices d'autorité :   - VIAF
- Ressource relative aux organisations :   - SIRET
- Ressource relative à l'architecture :   - PSS
- Site officiel
- https://www.linternaute.com/ville/ville/lycee/22950/detail/lycee_le_grand_chenois.shtml
- https://www.linternaute.com/ville/ville/lycee/22950/detail/lycee_le_grand_chenois.shtml
- http://www.letudiant.fr/educpros/responsables-enseignement-superieur/albertoni-thierry-318415.html